# Pachyneuropsis bartlettii
Pachyneuropsis bartlettii là một loài Rêu trong họ Pottiaceae. Loài này được (E.B. Bartram) H.A. Mill. mô tả khoa học đầu tiên năm 1970.